# Aperam
Aperam é uma empresa que produz e comercializa aços inoxidáveis, aços elétricos e aços especiais.
A empresa, que se separou da ArcelorMittal no início de 2011, está listada nas bolsas de valores de Amsterdã, Paris, Bruxelas e Luxemburgo.
As principais fábricas europeias da Aperam estão localizadas na Bélgica e na França.